# Galería de los Patriotas Latinoamericanos

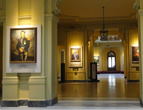
Vista de la galería.

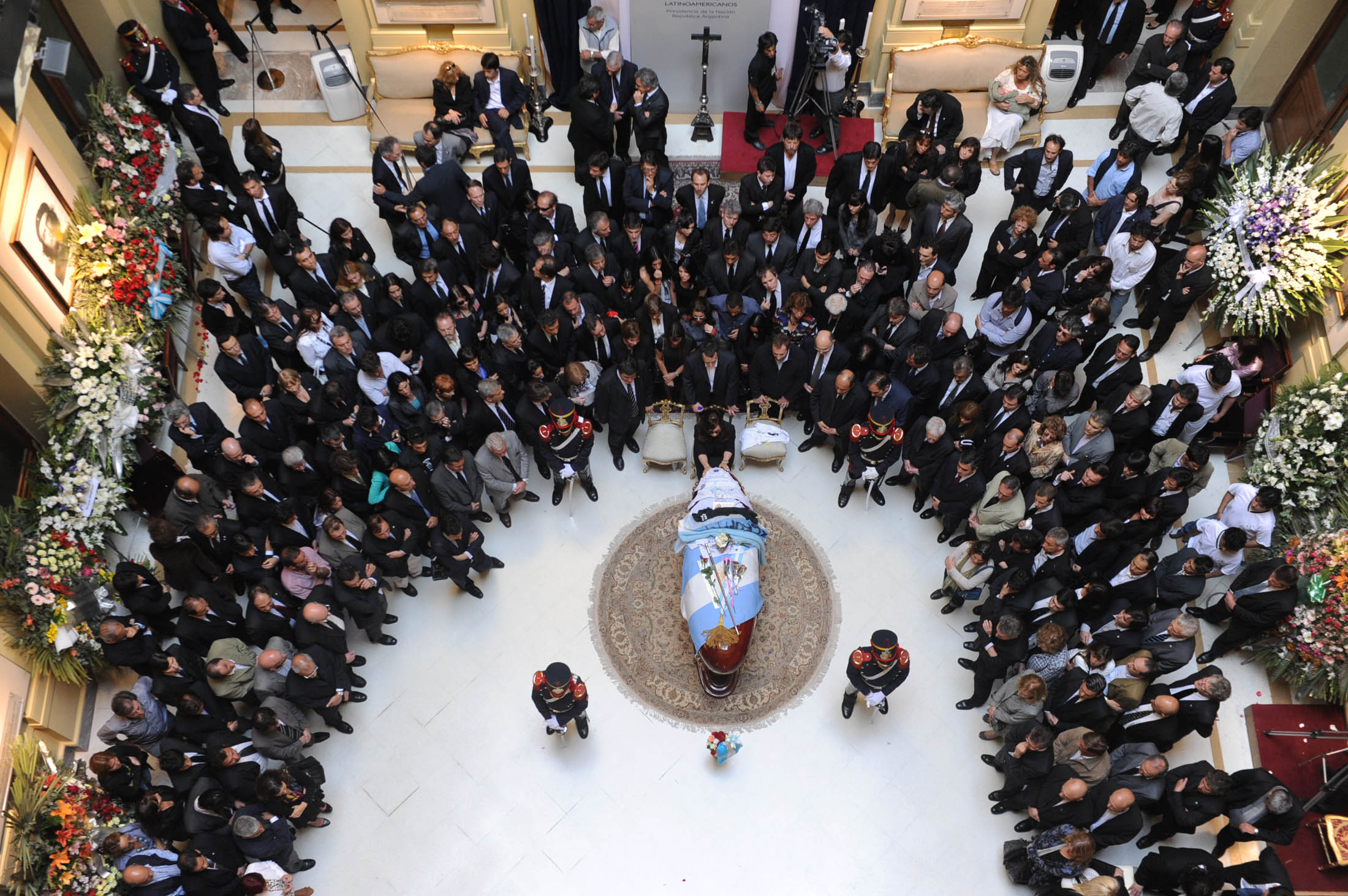
El funeral de Néstor Kirchner.

La Galería de los Patriotas Latinoamericanos del Bicentenario es un salón ubicado dentro de la Casa Rosada, Buenos Aires, Argentina, dedicada a homenajear a patriotas de América Latina destacados en distintas disciplinas.
Este salón, entre los días 27 y 30 de octubre de 2010, se lo utilizó como capilla ardiente para el funeral de Néstor Kirchner y el 26 de noviembre de 2020 se utilizó para la misma finalidad para el funeral de Diego Maradona

## Patriotas homenajeados
Argentina
- José de San Martín
- Manuel Belgrano
- Juan Manuel de Rosas
- Hipólito Yrigoyen
- Mariano Moreno
- Juan José Castelli

 Venezuela
- Francisco de Miranda
- Antonio José de Sucre
- Simón Bolívar

 Brasil
- Joaquim José da Silva Xavier
- Getulio Vargas

 Bolivia
- Túpac Katari
- Bartolina Sisa
- Pedro Domingo Murillo

 Cuba
- José Martí

 México
- José María Morelos y Pavón
- Benito Juárez
- Emiliano Zapata
- Francisco Villa
- Lázaro Cárdenas

 Uruguay
- José Gervasio Artigas

 Paraguay
- Francisco Solano López

 El Salvador
- Óscar Arnulfo Romero
- Agustín Farabundo Martí

 Guatemala
- Juan José Arévalo Bermejo
- Jacobo Árbenz Guzmán

 Honduras
- Francisco Morazán

 Chile
- Bernardo O'Higgins

 Colombia
- Antonio Nariño

 Ecuador
- Eloy Alfaro
- Eugenio Espejo
- Manuela Sáenz

 Perú
- Túpac Amaru II
- Víctor Raúl Haya de la Torre

 Haití
- Alexandre Pétion

 Panamá
- Omar Torrijos

 Costa Rica
- Juan Rafael Mora Porras

## Cuadros retirados
El 1 de febrero de 2016, bajo la presidencia de Mauricio Macri, fue retirado el cuadro de Néstor Kirchner y de Hugo Chávez, que habían sido colocados por la presidenta Cristina Fernández de Kirchner el 4 de mayo de 2015, en ocasión del aniversario de la creación de UNASUR, y trasladados al Museo del Bicentenario.
Además se retiraron los 40 retratos pintados al óleo entre los cuales sobresalían también los de Eva Perón, Hipólito Yrigoyen, Salvador Allende, José de San Martín, Simón Bolívar, Manuel Belgrano y Juan Manuel De Rosas.